# Anbura
Anbura (tiếng Ả Rập: عنبورة) là một ngôi làng Syria nằm trong phó huyện khu Masyaf thuộc huyện Masyaf, nằm ở phía tây Hama. Theo Cục Thống kê Trung ương Syria (CBS), Anbura có dân số 998 người trong cuộc điều tra dân số năm 2004. Cư dân của nó chủ yếu là Alawites.